# Strada del vino Colli dei Longobardi
Colli dei Longobardi - Strada del Vino e dei Sapori è un percorso enogastronomico che, partendo da Brescia, si estende nelle colline dell'hinterland attraverso i comuni di Botticino, Rezzato, Montichiari, Castenedolo, Montirone, Capriano del Colle, Poncarale e Flero.

## Descrizione
L'associazione è stata fondata nel 2001 e ha come obiettivo la valorizzazione in senso turistico delle produzioni vitivinicole ed agricole, le attività agroalimentari, la produzione di specialità enogastronomiche e le produzioni dell'economia ecocompatibile e inoltre la valorizzazione di attività naturalistiche, storiche, culturali e ambientali presenti nel percorso della strada.
Il logo della Strada del Vino Colli dei Longobardi raffigura, stilizzato, il Gallo di Ramperto, un galletto segnavento del vescovo Ramperto realizzato per il campanile della chiesa di San Faustino in Brescia. È un reperto conservato nella sezione longobarda del Museo di Santa Giulia, punto di partenza del percorso, insieme al vigneto Pusterla, ai piedi del castello di Brescia. 
L'associazione collabora con il Comune di Brescia per la valorizzazione del sito UNESCO Italia Langobardorum, e con la Provincia di Brescia per la promozione del territorio promuovendo percorsi enogastronomici in bicicletta. All'associazione aderiscono anche il Consorzio del Montenetto, il Consorzio del Botticino e la Fondazione IAR e i Comuni di Brescia, Botticino, Capriano del Colle, Castenedolo, Flero, Montichiari, Montirone, Poncarale e Rezzato.
Presidente dell'Associazione dal 2020, riconfermato nel 2024, è Flavio Bonardi.

### D.O.C.
- Botticino
- Botticino riserva
- Capriano del Colle Trebbiano
- Capriano del Colle novello rosso
- Capriano del Colle rosso
- Capriano del Colle rosso riserva
- Capriano del Colle Trebbiano frizzante

### IGT
- Montenetto di Brescia
- Ronchi di Brescia

## Prodotti tipici
- Miele: Viene prodotto a Botticino nelle colline bresciane.
- Salumi:
  - Crudo del colle S.Pietro (produzione limitata)
  - Culatello della Valverde
  - Rezzaola della Valverde
  - Salame tipico bresciano
  - Pancetta (stesa, steccata, arrotolata)
  - Lardo erborinato
  - Coppa stagionata
  - Guanciale di maiale Valverde
  - Salsiccetta di manzo
  - Salumi da pentola e altri prodotti particolari creati negli anni
- Pasticceria